# ویکرز-آرمسترانگز
ویکرز-آرمسترانگز (انگلیسی: Vickers-Armstrongs) یک شرکت صنعتی در انگلستان بود که با ادغام دو شرکت ویکرز لیمیتد و آرمسترانگ ویتورث در سال ۱۹۲۷ تشکیل شد. عمده‌ی تأسیسات کارخانه در دهه‌های ۱۹۶۰ و ۱۹۷۰ ملی‌سازی شد و باقی‌مانده‌ی آن نیز در سال ۱۹۷۷ تحت عنوان ویکرز پی‌ال‌سی به کار خود ادامه داد.
برخی از هواگردهای نظامی ساخت این شرکت عبارتند از:
- ویکرز ئی.اف.بی.۱
- ویکرز اف.بی.۱۴
- ویکرز اف.بی.۱۹
- ویکرز اف.بی.۲۵
- ویکرز ومپایر
- ویکرز وایکینگ
- ویکرز واگابوند
- ویکرز وندس
- ویکرز ویکسن
- ویکرز ویجت
- ویکرز والپارایسو
- ویکرز ونتور
- ویکر ۱۳۱ ولینت
- ویکرز نوع ۱۴۳
- ویکرز جوکی ۱۵۱
- ویکرز نوع ۱۶۳
- ویکرز نوع ۱۴۳
- ویکرز ویباولت
- ویکرز ویرئو
- ویکرز ونوکس
- ویکرز نوع ۲۶۴ والنتیا
- ویکرز ورنون
- وایلدبیست ویکرز
- ویکرز ولسلی